# 新闻伦理
新闻伦理包含了记者面临具体挑战时的伦理和良好行为的原则作为媒体伦理的分支，新闻伦理对记者来说非常知名，是他们的“伦理规范”或“新闻准则”。新闻伦理的规范和准则通常由职业新闻团体、个人出版、广播、网络新闻组织起草。